# Honden en jakhalzen
Honden en jakhalzen is een eeuwenoud bordspel, dat vermoedelijk ontstond in de Kaukasus.  Het spel verspreidde zich vanuit Egypte langs de handelsroutes. In 1900 voor onze jaartelling wordt het spel in Egypte aangetroffen. Latere vondsten werden in Nubië, het Midden-Oosten en Centraal Anatolië (1800 v.Chr.) gedaan. Via Mesopotamië verspreidde het spel zich tot in Iran.
In de 1300 jaar dat het spel werd gespeeld, werden slechts 12 varianten of innovaties aangetroffen. Het aantal gaten in het bord, vaak een lage tafel, en hun plaats of belang varieerde. Vergeleken met het twintigveldenspel zijn dat weinig wijzigingen. De wijzigingen in het spel zijn ook niet erg ingrijpend. Daaruit concluderen archeologen dat het een spel van de geletterde elite betreft.
Een compleet spel werd in een in 1800 v.Chr. afgesloten graf gevonden. De lage houten tafel heeft vier poten in de vorm van hoefjes en twee handvatten ten behoeve van het verplaatsen. Op het blad zijn gaten aangebracht waarin vijf uit hout gesneden hondenkoppen op korte stokken en vijf dito jakhalskoppen op lange stokken zijn gestoken. In het midden is een palm afgebeeld. 
De spelregels zijn niet bekend. Gezien de verdeling van de gaten op het bord gaat het mogelijk om een spel dat op mens-erger-je-niet leek. Van dergelijke spelletjes zijn in de hele wereld varianten bekend. Catherine Soubeyrand beschrijft het spel als een van de varianten van het "spel met de 58 gaten" en het "spel met de 30 gaten".